# Аддис Абебе
Аддис Абебе (амх. አዲስ አበበ; род. 5 сентября 1970, Тыграй, Эфиопия) — эфиопский легкоатлет, который специализировался в беге на длинные дистанции. Бронзовый призёр олимпийских игр 1992 года на дистанции 10 000 метров с результатом 28.00,07. На Олимпиаде 1992 года также выступал в беге на 5000 метров, на которой не смог выйти в финал. Чемпион мира по кроссу 1989 года среди юниоров. Бронзовый призёр чемпионата мира по полумарафону 1998 года в командном зачёте, а в личном первенстве занял 29-е место.
24 января 1993 года на соревнованиях в Джакарте установил мировой рекорд в беге на 10 километров по шоссе, показав время 27.40. За эту победу он получил денежный приз в размере 500 000 долларов США.